# آلباتروس ال۵۸
آلباتروس ال۵۸ (به انگلیسی: Albatros_L_58) یک هواگرد از نوع هواپیمای مسافربری ساخت شرکت آلباتروس فلوکتسایک‌ورک در آلمان است. هواگرد آلباتروس ال۵۸ نخستین پروازش را در ۱۹۲۳ میلادی انجام داد. در مجموع، تعداد ۷ فروند از این هواگرد ساخته شده‌است.